# El Boixó
El Boixó és una obra del municipi de Sant Julià de Vilatorta (Osona) inclosa en l'Inventari del Patrimoni Arquitectònic de Catalunya.

## Descripció
Masia de planta rectangular coberta a dues vessants amb el carener paral·lel a la façana la qual es troba orientada a migdia. Està adossada a un serrat i assentada damunt la roca viva que forma l'era. Consta de planta baixa i dos pisos. La façana presenta un portal rectangular de pedra i una finestreta amb inflexió gòtica a la planta; la resta d'obertures són de construcció recent. Llurs murs són gairebé cecs. L'edifici es troba envoltat per diverses construccions recents. És construïda amb pedra basta unida amb morter, alguns dels sectors són de tàpia i és arrebossada al damunt. L'estat conservació és bo.

## Història
Masia registrada en el Nomenclàtor de la província de Barcelona de l'any 1892. La fesomia que presenta actualment és fruit d'una reforma del 1955.